# Kawasaki Ki-61
El Kawasaki Ki-61 Hien (飛燕 golondrina?) era un avión de caza japonés usado por la Fuerza Aérea del Ejército Imperial Japonés. El nombre en clave para los aliados asignado por el Departamento de Guerra de los Estados Unidos era “Tony”. La designación del ejército japonés era “Caza Tipo 3” (三式戦闘機). Fue el único caza japonés de la guerra producido en masa que usaba motor en V refrigerado por líquido.

## Historia
El Tratado de Versalles prohibió a Alemania la fabricación de aviones militares, por lo que las nuevas generaciones de técnicos tuvieron que buscar empleo en el extranjero, y las compañías constructoras trasladaron sus instalaciones fuera del alcance de las potencias victoriosas. Entre los alemanes que encontraron empleo en Japón se encontraba el doctor Richard Vogt , bajo cuya dirección Kawasaki Kokugi Kogyo adquirió en los años treinta los derechos alemanes para fabricar motores refrigerados por líquido. Incluso después del regresó del doctor Voght a Alemania (nombrado director de diseños de Blohm & Voss), la compañía japonesa continuó su expansión, y a finales de esa misma década obtuvo los derechos de fabricación del Daimler-Benz DB 600 y posteriormente del Daimler-Benz DB 601. En abril de 1940 un equipó técnico trajo desde Stuttgart los planos y algunos ejemplares del excelente DB 601A, un motor de 12 cilindros en V invertida refrigerado por líquido. Después de la adaptación requerida por las técnicas de fabricación japonesas, el primer motor Kawasaki Ha-40 fue terminado en julio de 1941, y cuatro meses después era fabricado en serie con la designación oficial de motor Ejército Tipo 2, con una potencia nominal de 1.100 cv.
Mientras tanto, animada por la aparente superioridad de los aparatos propulsados por motores europeos V-12 (comparados con los motores radiales), Kawasaki propuso al Ejército Imperial japonés algunos diseños de cazas propulsados por el nuevo Ha-40, y en febrero de 1940 el Koku Hombu (cuartel general del aire) ordenó a la compañía el desarrollo de dos aparatos, el caza pesado Ki-60 y el Ki-61, un caza ligero polivalente. Aunque en un principio se concedió prioridad al primero, posteriormente el interés oficial se inclinó por unas mejores prestaciones, a costa de un menor blindaje de la cabina y de la protección del depósito de combustible, decidiéndose finalmente el desarrollo del Ki-61. La responsabilidad del diseño fue encomendada a Takeo Doi, con la colaboración de Shin Owada.

## Diseño y desarrollo

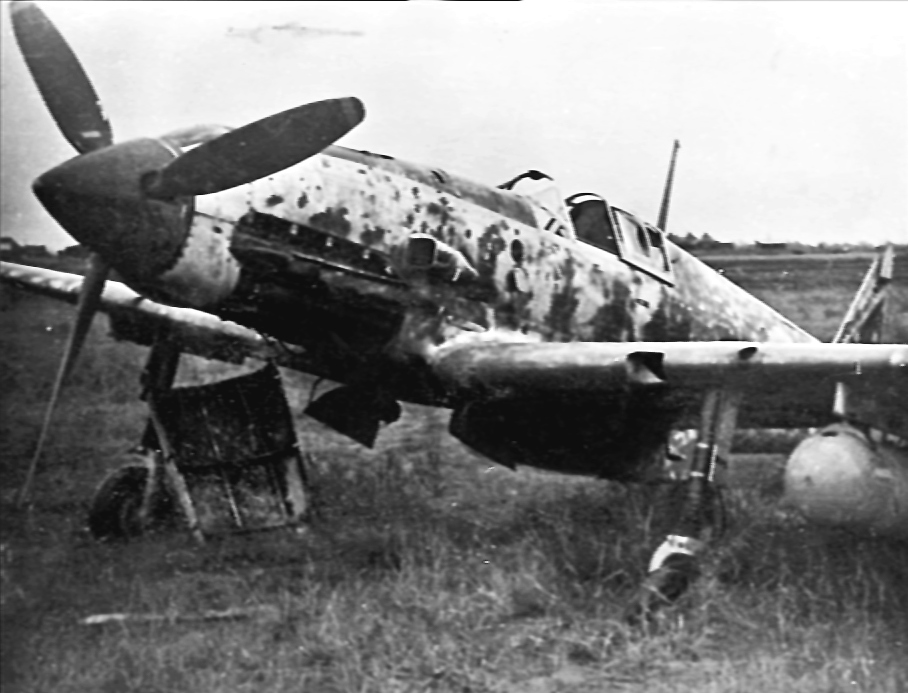
Un caza japonés capturado Kawasaki Ki-61 Hien (Nombre en clave aliado "Tony") en Clark Field, Luzón (Filipinas), en 1945.

El Ki-60 se convirtió en la base de partida para el posterior desarrollo del Ki-61, y la reducción de peso se consiguió mediante la adopción de un fuselaje de menor sección y un armamento limitado a dos ametralladoras en las alas y otras dos en el morro; por otra parte se adoptó un ala de mayor relación de alargamiento, junto con el incremento de la capacidad de combustible para poder cumplimentar las demandas de polivalencia.
El diseño y la construcción del prototipo progresaron rápidamente en la factoría de Kagamigahara , en la prefectura de Gifu , al norte de Nagoya , saliendo al exterior por vez primera la misma semana que los japoneses lanzaban su ataque contra Pearl Harbour , en diciembre de 1941. Al tiempo que se instalaba la cadena de montaje, las primeras evaluaciones en vuelo del prototipo confirmaron las esperanzas puestas en el aparato. Se encargaron otros 11 prototipos, en los que se instalaron depósitos autosellantes de combustible que incrementaron la carga alar a 146 kg/m², una cifra mucho más alta que la usual  para la Aviación del Ejército Imperial japonés. No obstante, el Ki-61 fue bien acogido por los pilotos de prueba japoneses, que vieron en su gran velocidad en picado una respuesta adecuada a las tácticas empleadas hasta entonces por los cazas norteamericanos, consistentes en rápidas pasadas en picado. Pero fue la superioridad en los combates simulados contra un  Curtiss P-40 E capturado, un Messerschmitt Bf 109 -3 importado, un Nakajima Ki-43 -II y un Nakajima Ki-44 -I, la que indujo al Ejército Imperial a confirmar el pedido de fabricación.
El 13.° Ki-61, entregado en agosto de 1942, difería poco de los prototipos; el cambio principal consistía en la supresión de dos pequeños paneles transparente situados en los costados del fuselaje inmediatamente delante del parabrisas. La producción creció lentamente, y a finales de año habían sido entregados 34 aparatos con la designación caza del Ejército Tipo 3 Modelo Hien (golondrina), o Ki-61-I. Se realizaron dos versiones de este modelo, el Ki-61-Ia y el Ki-61-Ib; el primero estaba armado con dos ametralladoras Tipo 1 de 12,7 mm en el morro y dos ametralladoras Tipo 89 de 7,7 en las alas, y el segundo con cuatro ametralladora Tipo 1 de 12,7 m.

## Variantes
Nota: Ko, Otsu, Hei y Tei son los equivalentes japoneses con a, b, c y d. Kai (modificado) también fue usado para algunos modelos del Ki-61.

### Ki-61
12 prototipos originales.

### Ki-61-I-Ko
Primera versión de producción. Esta versión tenía una rueda de cola totalmente retraible y dos ametralladoras ametralladoras tipo 89 de 7,70 mm (0.303pulgadas) en las alas y dos ametralladoras Ho-103 sincronizadas  de calibre 12,7 mm (0.50 pulgadas) en la proa. Las alas tenían estanques por fuera de la bahía del tren de aterrizaje , que era capaz de llevar 40 galones o una bomba ligera.

### Ki-61-I-Otsu
La segunda variante de caza de producción. Se encontró que el armamento era demasiado ligero contra los aviones aliados y el mecanismo de retracción de rueda de cola no era fiable, así que el avión fue modificado en consecuencia. Dos ametralladoras pesadas Ho-103 de 12,7 mm substituyeron a las ametralladoras de 7,70 mm de ala, modificándose la parte superior del ala, y las puertas de la rueda de cola fueron quitadas y esta se cerraba hacia abajo (aunque el mecanismo fuera todavía intacto).

### Ki-61-I-Hei
Alemania envió 800 cañones Mauser MG 151/20, de 20 mm y provisiones de municiones fueron importados a Japón vía submarino. El Hei fue construido en conjunción con el Otsu sobre las cadenas de producción de Kawasaki por unos " equipos de conversión " que fueron enviados a Nueva Guinea. En esta variante, las ametralladoras de ala fueron sustituidas por cañones Mauser. Los pruebas de los accesorios encontraron que estos podrían ser colocados en el ala existente si el arma fuera puesto a su lado. 388 Ki-61 fueron modificados; hay ahora alguna duda en cuanto a si la designación  Hei ("d")  fue usada.

### Ki-61-I-Tei
Esta máquina figuró con dos ametralladoras Ho-103 de 12,7 mm en las alas modificadas, pilones fijos subalares, y una rueda de cola no retráctil. El fuselaje avanzado fue alargado en 190 mm después de la línea de gases de combustión y delante del parabrisas para hacer sitio para la instalación del cañón japonés Ho-5 20 mm en el fuselaje. El suministro continuado de MG 151 vía submarino no fue capaz de ser garantizado y el Ho-5 estaba listo. Fueron hechos varios cambios internos; estos incluyeron la simplificación de varios sistemas y el mantenimiento. La sección trasera  del fuselaje también fue hecha para ser fácilmente desprendible para hacer modular el trabajo de reparación.

### Ki-61-I-KAId
Variante de interceptor con 2 ametralladoras de fuselaje de 12,7 mm y 2 cañones de ala de 30 mm.

### Ki-61-I-w.c.e.s.
Un avión experimental con el sistema de refrigeración por evaporación en las alas, usando de modelo al Heinkel He 100. Este fue el Ki-61 más rápido construido, alcanzando 630 km/h, y el último con una rueda de cola retractable.

### Ki-61-II
Prototipo con el área de ala mayor en un  10 %  y una superficie sustentadora ligeramente diferente. Un motor Ha-140 de 1,120 kW (1,500 hp) para el despegue fue instalado; los paneles de capota fueron diseñados y la toma de aire del sobrealimentador era más larga. Un parabrisas diseñado que incorpora un panel suplementario fue montado más adelante. La transparencia de la parte de la cabina que se desliza fue rediseñada para aumentar la visibilidad hacia atrás . El primer prototipo voló en diciembre de 1943; las pruebas de vuelo mostraron que la nueva ala era insatisfactoria y sólo ocho Ki-61-IIs fueron construido.
Nota A causa de la infiabilidad del Ha 140 y la destrucción de la planta de Akashi  por un ataque de bombarderos B 29  la mayor parte del Ki-61-II-KAIs  estaban incompletas , convirtiéndose en Ki-100-Is.

### Ki-61-II-KAI
La versión de preproducción fue reconvertida a Ki-61-I-Tei  , con una extensión de fuselaje de 220 mm (8.7 en) , timón ampliado, y motor Ha 140 ; 30 construidos.

### Ki-61-II-KAIa
Armado con 2 ametralladoras x de 12,7 mm en las alas y 2 cañones x de 20 mm en el fuselaje.

### Ki-61-II-KAIb
Armado con 4 cañones x de 20 mm.

### Ki-61-III
Un prototipo sólo. Esta versión tenía un fuselaje trasero reducido  y un diseño de pabellón que más tarde fue usado por el Ki-100-II.
Un total de 3.159 Ki-61 fue construido.

## Operadores
- Fuerzas Aéreas chinas Nacionalistas. Aviones capturados.
- República Popular China Fuerza Aérea del Ejército de Liberación del Pueblo Aviones capturados.
- Indonesia En 1945, la Fuerza de Seguridad de Indonesia (IPSF) (guerrilleros indonesios a favor de la independencia ) capturó un pequeño número de aviones en numerosas bases aéreas japonesas, incluyendo Bugis, la Base aérea en Malang ( 18 de septiembre de 1945). La mayor parte de los aviones fueron destruidos en conflictos militares entre Países Bajos y la recién proclamada república de Indonesia, durante la Revolución indonesia Nacional de 1945-1949.[5]
- Fuerza Aérea del Ejército Imperial Japonés

## Historia operacional

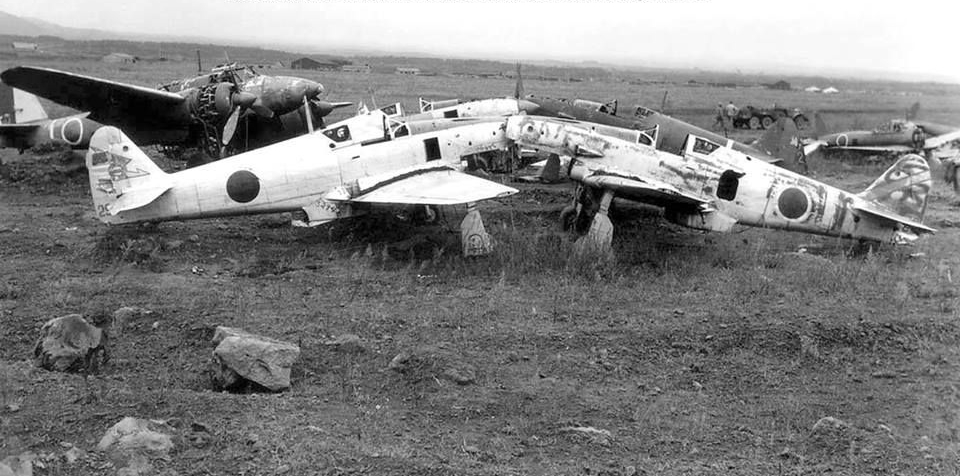
Ki-61 y Ki-45 en el aeródromo de la isla de Jeju.

La primera unidad en recibir el Ki-61, en febrero de 1943, fue el 23.er Dokuritsu Dai Shijugo Chutai (escuadrón independiente) de entrenamiento y transición, con base en territorio metropolitano. Dos meses más tarde entró en combate por primera vez en Nueva Guinea con los Sentais (grupos) Nos. 68 y 78, demostrando poder enfrentarse a los cazas aliados con mejores resultados que el Ki-43 (al que estaba sustituyendo), principalmente gracias a su superior velocidad de picado. Al principio, debido a su aspecto insólito para un caza japonés, los Aliados creyeron que era de origen alemán o italiano, posiblemente un Bf 109 construidos bajo licencia ; por su aspecto italiano condujo a su nombre de código "Tony".
El primer Sentai  totalmente equipada con Hien fue la 68 en Wewak, Nueva Guinea, seguida del 78 Sentai basado en Rabaul. Ambas unidades fueron enviadas a una zona difícil donde el ambiente selvático de caluroso y húmedo clima provocaba un excesivo calentamiento de los motores en el rodaje, por lo que era obligado efectuar carreteos a gran velocidad sobre las inadecuadas pistas de tierra apisonada y sumado a una carencia de piezas de recambio, rápidamente minó la eficacia tanto de los hombres como de las máquinas. Al principio, esta campaña fue satisfactoria para las Fuerzas Aéreas japonesas del ejército (JAAF), pero cuando los Aliados se reorganizaron y aumentaron sus capacidades de combate aéreo , ganaron la partida al JAAF
Altas pérdidas de aviones fueron registradas en algunos incidentes durante esta campaña. Por ejemplo, mientras estaban en tránsito entre Truk y Rabaul, El 78°, perdió 18 de sus 30 Ki-61. Otras unidades estuvieron implicadas y a veces, aún más desafortunados: sólo dos de 24 Nakajima Ki-49 alcanzaron Rabaul en junio de 1943. Casi todos los motores de avión modernos japoneses, sobre todo los motores enfriados por líquido del Ki-61, sufrieron una serie desastrosa de fracasos y problemas que causaron que el Ki-43 fuera anticuado. Este era la mayor parte de la capacidad de caza del JAAF. Al final de la campaña, casi 2.000 aviones japoneses habían sido perdidos en los continuos ataques aéreos  de hasta 200 aviones aliados  (entre ellos, alrededor de la mitad eran B-24  y B-25 armados con bombas de fragmentación Después de la retirada japonesa, más de 340 aviones en ruinas fueron encontrados más tarde en Hollandia
Incluso con estos problemas, había una preocupación general aliada en cuanto a este nuevo caza:
El Hien entró en combate en la primavera 1943 en el Zona de guerra de Nueva Guinea, cubriendo Nueva Guinea, Islas del Almirantazgo, Nueva Gran Bretaña y Nueva Irlanda. El General George Kenney (Comandante aéreo aliado del Océano Pacífico sudoeste)  encontró a sus P-40 Warhawk completamente sobrepasados, y pidió más P-38 Lightnings para poder contestar la amenaza del nuevo caza enemigo.
El Ki-61 también fue utilizado en el Sudeste Asia, Okinawa, China y como interceptor durante incursiones de bombardeo de EE. UU. sobre islas japonesas, incluyendo contra los B-29 Superfortalezas. El Ki-61 era notable por  muchos motivos: al principio identificado como de origen alemán o italiano, este avión era capaz de competir con los aviones aliados como el P-40 en velocidad, y después de la evaluación de algunos aparatos capturados, demostró que era  superior en casi todos los aspectos. Sin embargo, el armamento inicial del Hien era demasiado liviano,  pero todavía suficiente para la mayor parte de sus objetivos. De los cazas aliados del principio de Segunda Guerra Mundial, sólo el P-38 era marcadamente superior. El Ki-61 llevaba mucho combustible, pero a causa de carecer de depósitos de combustible autosellantes, se ganó la reputación de ser "fácilmente inflamable" como lo eran mucho otros aviones japoneses.
Debido al peso adicional, el funcionamiento de Ki-61 y su agilidad mermaron cuando su armamento fue aumentado, pero ello todavía permaneció capaz de remontar los 580 kilómetros/h de velocidad máxima. El cañón fue esencialmente necesario para atacar a los bombarderos Aliados, que demostraron ser difíciles de derribar con ametralladoras de sólo 12,7 mm. Los pesos vacíos y máximos para el prototipo Ki-61 (2 de 12,7 mm + 2 de 7,70 mm) eran 2.238 kg y 2.950 kg, respectivamente; para el Ki-61-I básico (4 de 12,7 mm) 3.130 kg; y para el Ki-61-KAI (2 de 12,7 mm + 2 de 20 mm), 2.630 kg y 3.470 kg.
Un número de Ki-61 también fueron usados en misiones  Tokkotai (kamikaze) hacia el final de la guerra. El Ki-61 fue entregado a 15o Sentai (grupos/alas), así como algún individuo Chutaicho ( comandantes menores operacionales) en otro Sentai, y aún a unidades de educación operacionales en el JAAF. El avión no tuvo problemas en gran parte de su servicio excepto por el motor enfriado por líquido que tendía a recalentarse funcionando en vacío sobre la tierra por la circulación del aceite lo que ocasionó problemas en los desplazamientos en los aeródromos.

### Unidad de Ataque Especial Ki-61
La táctica de usar el avión para chocar a los B-29 norteamericanos fue registrada por primera vez a finales del agosto de 1944, durante una incursión de B-29 desde campos de aviación chinos fueron enviados para bombardear las fábricas de acero en Yawata. El sargento Shigeo Nobe de 4o Sentai intencionadamente incrustó su Kawasaki Ki-45 en un B-29; los restos de la explosión después de este ataque dañaron con severidad otro B-29, que también fue derribado Otros ataques de esta naturaleza siguieron, como consecuencia del cual pilotos individuales determinaron que esto era un modo bastante práctico de destruir B-29´.
El 7 de noviembre de 1944, el oficial a cargo del 10o Hiko Shidan estructuró expresamente la política de chocar contra  vuelos de ataque como forma de oponerse los B-29 a gran altitud. El avión fue despojado de su armamento y sistemas protectores para lograr las altitudes requeridas. Aunque el término "Kamikaze" a menudo es usado referirse a los pilotos que emprenden estos ataques, la palabra no fue usada por los militares japoneses
Las unidades asignadas al 10o incluido 244 Hiko Sentai, luego mandado por el Capitán Takashi Fujita que organizó un vuelo chocador llamado "Hagakure-Tai"( La Unidad de Ataque Especial ), compuesto de tres secciones: 1r Chutai "Soyokaze", 2o Chutai "Toppu", y 3r Chutai "Mikazuki".
El primer teniente Toru Shinomiya fue seleccionado para dirigir la unidad de ataque, se hizo famoso porque chocó con un B29 de Estados Unidos y vivió para contar el cuento. Shinomiya atacó el B 29 el 3 de diciembre de 1944, volando con su avión dañado a casa; el Ki-61 de Shinomaya, que había perdido la mayor parte del ala externa, posteriormente fue expuesto en los grandes almacenes en Tokio. Él perdería su vida como piloto Tokkotai en la batalla de Okinawa. Otro piloto del 244 , Cabo Masao Itagaki, realizó una hazaña similar en la misma ocasión, pero tuvo que lanzarse en paracaídas de su caza dañado. Un tercer piloto sargento Nakano, del Hagakure-Tai del 244 chocó con otro B 29 haciendo un aterrizaje forzoso  con su Ki-61 en un campo. Estos tres pilotos fueron los primeros receptores del Bukosho, el equivalente de Japón de la Cruz de la Victoria o la Medalla de honor, que había sido creada el 7 de diciembre de 1944 por Edicto Imperial del Emperador Hirohito (hay 89 receptores conocidos, la mayor parte de ellos lucharon contra los B-29.)  El sargento Shigeru Kuroishikawa fue otro miembro distinguido de la unidad.
La existencia de la unidad chocadora había sido guardada confidencialmente hasta entonces, pero oficialmente fue revelado en el anuncio de sus resultados de combate siendo llamada oficialmente " hinten Seiku Tai" ("Unidad interceptora Corazón de Cielo") por el Cuartel General de Defensa.
Pero estos pilotos no ganaron ningún premio y a pesar de sus éxitos les obligaron a seguir esta táctica mortal y peligrosa hasta que ellos fueran muertos o tan malheridos que les impidió volar. Eran considerados como hombres condenados y celebrados entre las filas de los que iban a la muerte cierta, como los pilotos Tokkotai (kamikaze).
Otros pilotos de Ki-61 también se hicieron renombrados, entre ellos el comandante Teruhiko Kobayshi que fue acreditado con una docena de victorias sobre todo debido a ataques convencionales contra B-29

### Unidades de Ki-61
El Hikosentai, por lo general llamado Sentai, era la unidad básica operacional del IJAAF, y constaba de tres o más Chutai (escuadrillas). Un Sentai tenía de 27 a 49 aviones, cada Chutai constaba de 16 aviones y pilotos, más la unidad de reparación y mantenimiento. Varios sentai tenían otras unidades en su control operacional, el más notable era el Hagakure-Tai (" Unidades de Ataque Especiales ") del 244 Sentai. Hacia 1944, con los daños masivos producidos por los ataques Aliados sobre líneas de suministro y campos de aviación, así como la pérdida de pilotos y aviones por el desgaste de combate y accidentes, pocos sentai fueron capaz de funcionar con toda su fuerza.

## Especificaciones técnicas (Ki-61-I-KAIc)
Referencia datos: The Great Book of Fighters

### Características generales
- Tripulación: Uno (piloto)
- Longitud: 8,94 m
- Envergadura: 12,00 m
- Altura: 3,70 m
- Superficie alar: 20,0 m²
- Perfil alar: NACA 2R 16 en raíz alar, NACA 24009 en punta
- Peso vacío: 2630 kg
- Peso cargado: 3470 kg
- Planta motriz: motor lineal V-12 invertido refrigerado por líquido Kawasaki Ha40.
  - Potencia: 864 kW (1159 hp) cada uno.
- Hélices: tripala de paso variable

### Rendimiento
- Velocidad nunca excedida (Vne): 580 km/h a 5000 m (16 405 pies)
- Alcance: 580 km
- Techo de vuelo: 11 600 m (38 100 pies)
- Régimen de ascenso: 15,2 m/s (2,983 pies/minuto)
- Carga alar: 173,5 kg/m² (35,5 libras/pies²)
- Potencia/peso: 0,25 kW/kg (0,15 cv/lb)
- Tiempo a altitud: 7,0 minuto a 5000 m (16 405 pies)

### Armamento
- Ametralladoras: 

  - 2x Ho-103 de 12,7 mm, con 250 disparos por arma

- Cañones: 

  - 2x Ho-5 de 20 mm, con 120 disparos por arma
- Bombas: 

  - 2 de 250 kg

### Desarrollos relacionados
- Kawasaki Ki-60
- Kawasaki Ki-100

### Aeronaves similares
- Heinkel He 100
- Macchi C.202
- Messerschmitt Bf 109
- LaGG-3
- Yak-1

### Listas relacionadas
- Anexo:Cazas de la Segunda Guerra Mundial